# Günther Wolfram Sellung
Günther Wolfram Sellung (* 1925 in Castrop-Rauxel) ist ein deutscher Maler, Plastiker und Kunstpädagoge, Journalist, Gymnasiallehrer und Professor für freie Kunst.

## Leben
Günther Wolfram Sellung wurde zur Zeit der Weimarer Republik im Jahr 1925 in Castrop-Rauxel geboren. Nach seinem Schulbesuch und dem Ende des Zweiten Weltkrieges studierte Sellung in Düsseldorf an der Staatlichen Kunstakademie die Fächer Malerei, Plastik und Kunstpädagogik. Anschließend arbeitete er als freier Künstler, schrieb zeitweilig als freier Mitarbeiter der Zeitschrift Das Kunstwerk. Zudem wurde er als Kunsterzieher an einem Gymnasium tätig.
Sellung orientierte sich Anfang der 1950er Jahre „konsequent an der Pariser nichtfigurativen Kunst“. Von seinem damaligen Wohnort Düsseldorf aus beschickte er 1953 die in Leverkusen gezeigte Ausstellung Junge deutsche Maler 1953, auf der er als Maler den 2. Preis errang.
In Recklinghausen gründete und leitete Sellung die künstlerische Bildungsstätte Recklinghausen und war ständiger Referent der Recklinghäuser Kunsttagungen. Er war Begründer und Leiter der Veranstaltungsreihen
Kunst und Erziehung, Kunst und Kybernetik sowie Modelle zur Kunstlehre, teilweise publiziert über den Verlag DuMont.
1963 wurde Günther Wolfram Sellung an die Werkkunstschule Hannover berufen, wo er die Abteilung Gestaltungslehre leitete. Ebenfalls in Hannover entwickelte er eine „Grundlehre“, über die er auch publizierte. Zudem dozierte Sellung im Ausbildungsgang der Kunsterzieher für das höhere Lehramt und leitete den Fachbereich Kommunikationsgestaltung. Nach dem Übergang der Werkkunstschule in die Fachhochschule Hannover unterrichtete Sellung als Professor im Studiengang „Freie Kunst“. In seine Lehrveranstaltungen standen insbesondere „Ästhetische Objekte und Projekte“ im Fokus seines Unterrichts. Zu den Schülern Sellungs zählen Jürgen Friede und Bernhard Kock (1992).

## Ausstellungen
Seit 1953 beschickte Günter Wolfram Sellung Ausstellungen im In- und Ausland mit seinen Werken,
darunter
- 1960: Monochrome Malerei, Städtisches Museum, Schloss Morsbroich, Leverkusen
- 1961: Kunstverein Braunschweig e.V. – Haus Salve Hospes
- 1984: Standort Kunst – Standort Herrenhausen. Lehrende der Freien Kunst an der Fachhochschule Hannover, Kunstverein Hannover.